# 48-й арсенал (Україна)
48-й арсенал (в/ч А1119) — база зберігання боєприпасів Збройних сил України у Вінницькій області.

## Історія
У 2000-х роках на складах зберігалося ракетне паливо меланж, проте воно було утилізоване за американський кошт після зняття з озброєння ракет Р-17 (за класифікацією НАТО — Scud).
Станом на 2017 рік, склади містили до 188 тис. тонн боєприпасів на території у 600 га.

### Пожежа 2017 року
Увечері 26 вересня 2017 року з'явилися повідомлення, що склади боєприпасів у Калинівці зайнялися. Мешканців навколишніх населених пунктів було евакуйовано, найбільш інтенсивний етап пожежі тривав добу.
На фотографіях, які потрапили в мережу після пожежі, в околицях 48-го арсеналу м. Калинівка були ідентифіковані реактивні двигуни, які є частиною боєприпасу активно-реактивної міни АРМ-0 «Гагара» (ЗФ2) для мінометів калібру 240мм (самохідний 2С4 «Тюльпан» або буксируваний 2Б8).
Також за словами Юрія Бірюкова, на арсеналі здетонувала деяка кількість ракет комплексів 9К52 «Луна» та 2К12 «Куб» які призначалися на утилізацію.

### Відновлення
В лютому 2018 року арсенал отримав три нових пожежних автомобілі на базі МАЗ з 5,5 тонними цистернами. Сучасна техніка для боротьби з вогнем прийшла на зміну застарілим ЗіЛам. Також очікується декілька одиниць пожежних танків на базі Т-72 із цистерною в 20 тон води. Крім пожежної техніки, військова частина отримала 5 нових автомобілів МАЗ для перевезення особового складу, а також 3 автомобілі КамАЗ для транспортування боєприпасів. Тривала робота щодо повної заміни огорожі периметру. На всій його ділянці вже було встановлено засоби відеоспостереження. Невдовзі тут має бути змонтовано складну багаторівневу систему технічних засобів охорони. Із закінченням холодів, планується розпочати реконструкцію пожежного депо, а після повного розмінування складської території, — будівництво дороги з твердим покриттям та обладнання самих сховищ. Після завершення робіт усі засоби ураження будуть знаходитись лише в закритих приміщеннях заглибленого типу і на піддонах.
У червні 2019 року повідомили, що арсенал перейшов на трирівневу систему охорони. Значно розширили штат підрозділу охорони, включили кінологічний підрозділ, озброїли охорону сучасними технічними засобами. Охоронні периметри потенційно-небезпечних об'єктів обладнані огорожею нового типу, периметровими технічними засобами охорони і освітленням. Так само встановлена і система відеоспостереження, де зображення з камер виводиться на монітор чергового з безпеки.

## Керівництво
- (2018) полковник Микола Батюк[13]

## Втрати
1. 24 лютого 2022 — Ігор Усик, старший лейтенант, начальник групи живучості. Загинув в результаті ракетного удару.[14]
2. 24 лютого 2022 — Олександр Соя, штаб-сержант, командир зенітно-артилерійського взводу батальйону охорони. Загинув в результаті ракетного удару.[14]